# Tania Sánchez
Tania Sánchez Melero (Madrid, 29 de abril de 1979) es una educadora social, antropóloga y política española. Hasta mayo de 2023 era diputada en la Asamblea de Madrid por Más Madrid. Con anterioridad fue diputada en la misma cámara por Izquierda Unida entre 2011 y 2015, año en el que abandonó dicha formación, y diputada en el Congreso de los Diputados entre 2015 y 2019 por Podemos.

## Biografía

### Orígenes familiares y adolescencia
Tania Sánchez nació en Madrid en 1979. Cuando tenía cuatro años, su familia se estableció en Rivas-Vaciamadrid, municipio en el que su padre, Raúl Sánchez Herranz, llegaría a ser concejal por Izquierda Unida. Su madre fue empleada de banca.
Estudió Educación General Básica (EGB) en el colegio Victoria Kent, y el bachillerato, en el instituto Las Lagunas, ambos centros públicos de la localidad de Rivas.  Durante los años de instituto, montó con unos amigos Krak, Colectivo Revolucionario Amanece que no es poco, de orientación punki e involucrado en los movimientos antitaurinos, y en el que se encontraba Pedro del Cura, futuro alcalde de Rivas-Vaciamadrid.

### Estudios universitarios y primeros trabajos
Estudió Educación Social en la Universidad de La Salle. Realizó el Erasmus en Suecia.
Más tarde se licenció en Antropología Social y Cultural por la UNED. Obtuvo el título "Máster en Liderazgo público y comunicación política" de la Facultad de Ciencias Políticas y Sociología de la Universidad Complutense de Madrid. 
Trabajó un año como educadora social en la narcosala Barranquillas y los centros de atención a la drogodependencia de Batán. También trabajó de camarera y repartiendo publicidad. De 2001 a 2003 fue delegada sindical por Comisiones Obreras.

### Asesora y concejala en Rivas-Vaciamadrid (2003-2011)
Entre 2003 y 2005 Tania Sánchez fue asesora del grupo municipal de Izquierda Unida en Rivas-Vaciamadrid. 
En Izquierda Unida desempeñó el cargo de secretaria de organización en Rivas-Vaciamadrid los años entre 2004 y 2008. Además, desde 2004 fue miembro de la Dirección Regional.
De 2005 a 2007, fue asesora de participación ciudadana y cooperación en el ayuntamiento de Rivas-Vaciamadrid, y entre 2007 y 2011, Concejala de Cultura, Fiestas y Cooperación al Desarrollo. Se distinguió por el cambio en el modelo de fiestas locales, inaugurando un nuevo y gran recinto ferial en el que se incluye el Auditorio Miguel Ríos, y liderando la oposición a los encierros de las fiestas de San Isidro, llegando a suspender la celebración de eventos taurinos en la localidad, que nunca han sido retomados. Por esta decisión sufrió amenazas en persona y en pintadas públicas.

### Diputada en la Asamblea de la Comunidad de Madrid (2011-2015)

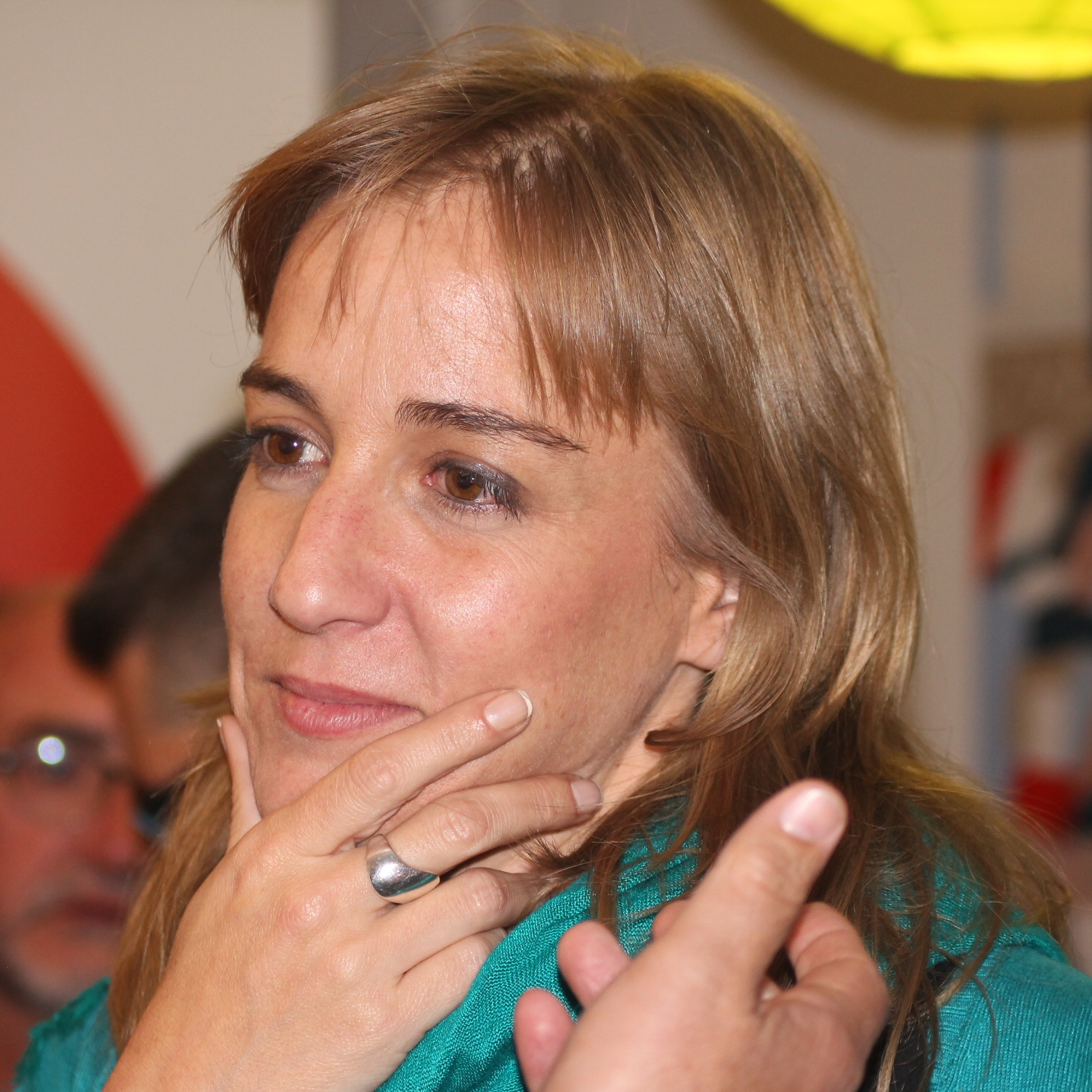
Tania Sánchez en 2014.

En 2011 se convirtió en diputada de Izquierda Unida en la Asamblea de Madrid. En las elecciones generales de noviembre conoció al politólogo Pablo Iglesias Turrión, quien ejercía entonces de asesor externo para IU. Este la invitó a acudir al programa de debate político que presentaba, La Tuerka, y posteriormente ambos entablaron una relación de pareja.
Por su actividad en redes sociales, fue objeto de amenazas en diversas ocasiones durante 2012 por parte de grupos de ultraderecha sobre los cuales denunciaba que gozaban de impunidad, dado que no se resolvían las denuncias que había interpuesto pidiendo una investigación.
A finales de 2012 presentó su candidatura para ocupar la coordinación general de IU en la Comunidad de Madrid durante su IX Asamblea Regional, en la que resultó la tercera y última candidata en votos. Obtuvo 97 votos (12%) frente a los 290 de Esther Gómez y los 404 de Eddy Sánchez, que finalmente fue el elegido para el cargo.
En 2013 empezó a participar con asiduidad en diversos programas de televisión nacionales como Al rojo vivo, Dando caña o El gato al agua.
En 2014 se presentó a las primarias abiertas de Izquierda Unida en la Comunidad de Madrid, como candidata a presidir la Comunidad de Madrid, formando tándem con Mauricio Valiente que se presentó como candidato al Ayuntamiento de Madrid, siendo los primeros en reunir los avales necesarios. El 31 de noviembre de 2014 se conocieron los resultados de dichas primarias, en las que ambos candidatos se impusieron por mayoría absoluta, tanto globalmente como entre los militantes.

### Salida de IU e ingreso en Podemos (2015-2019)

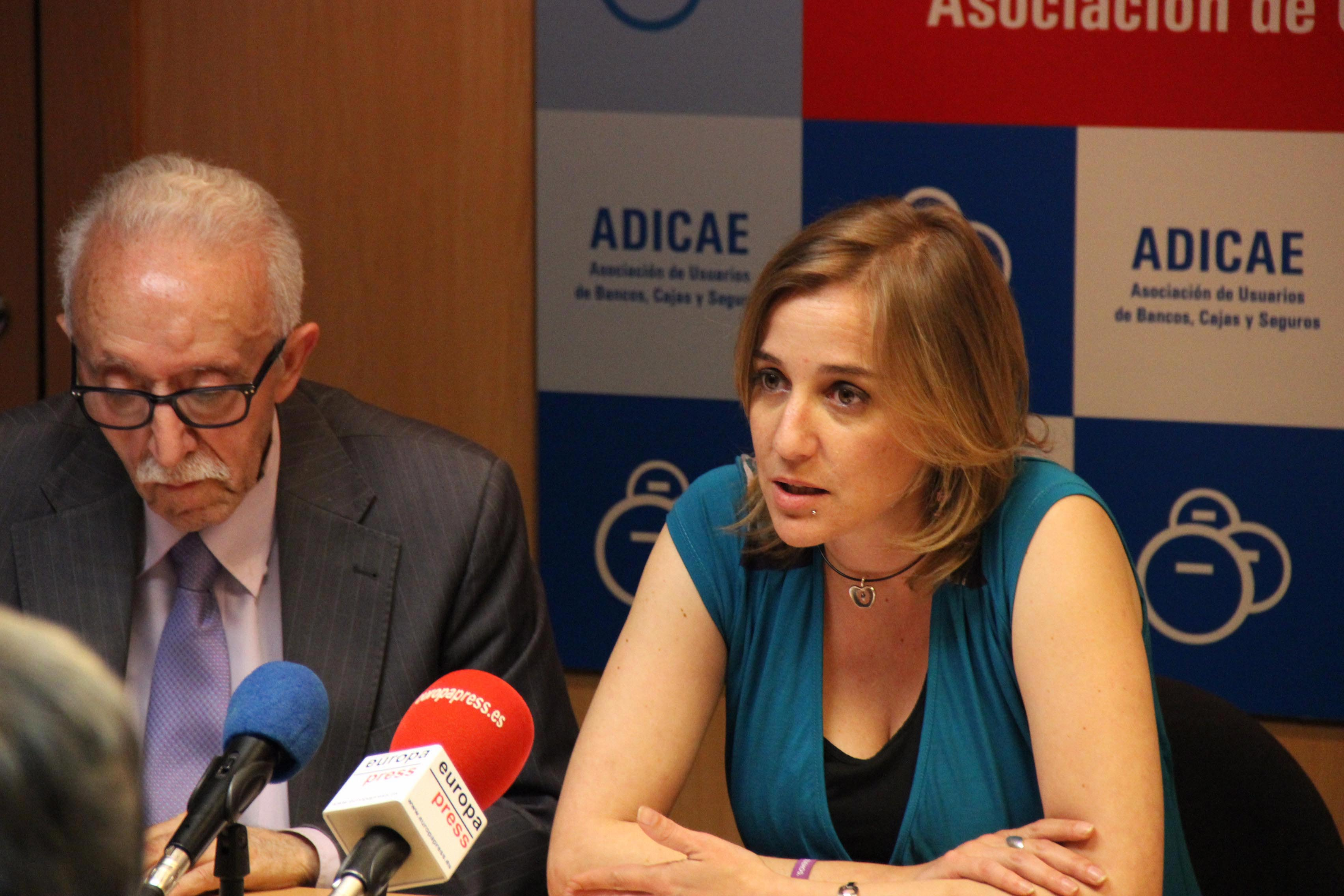
En 2016

El 4 de febrero de 2015, tras sus desencuentros con la dirección de la federación madrileña, abandonó Izquierda Unida para fundar un nuevo partido, y unos días después participó en la presentación de Convocatoria por Madrid.
Tras presentar el Partido Popular una querella contra ella, su padre y Pedro del Cura, alegando una supuesta trama de tráfico de influencias en Rivas-Vaciamadrid, Tania Sánchez fue imputada judicialmente en junio de 2015; sin embargo, poco después la juez encargada de la causa judicial no halló indicios de delito y archivó la causa judicial contra ella.
En julio de 2015 quedó en décimo lugar entre los candidatos al Congreso de los Diputados más votados en las primarias de Podemos, con el 65,43% de los votos. Finalmente ocupó el puesto número 6 de la lista por Madrid y logró escaño.
En abril de 2016 su partido Convocatoria por Madrid aprobó integrarse en Podemos, tras reiteradas ocasiones negando que fuese a hacerlo.

### Salida de Podemos e ingreso en Más Madrid (2019-2023)
En marzo de 2019 se anuncia su incorporación a la plataforma Más Madrid, liderada por Íñigo Errejón. Con ese partido concurre a las elecciones autonómicas de la Asamblea de Madrid de mayo de 2019, resultando elegida diputada autonómica. En las elecciones a la Asamblea de Madrid de mayo de 2021 vuelve a ser elegida diputada por dicha formación. El 9 de marzo de 2023 anunció durante una sesión plenaria en la Asamblea de Madrid que dejaba su formación tras rechazar continuar en política institucional.